# Dmytro Proswirnin
Dmytro Borysowycz Proswirnin (ukr. Дмитро Борисович Просвирнин, ur. 7 stycznia 1967 w Worochcie) – ukraiński kombinator norweski startujący również w zawodach skoków narciarskich. Olimpijczyk (1994), uczestnik mistrzostw świata seniorów (1993 i 1997).
Proswirnin w lutym 1994 w Lillehammer wystąpił na zimowych igrzyskach olimpijskich, zajmując 16. pozycję w rywalizacji indywidualnej. W lutym 1997 w Trondheim wziął udział w mistrzostwach świata seniorów – indywidualnie był 50, a w zmaganiach drużynowych zajął z ukraińskim zespołem 13. pozycję. W swojej karierze punktował w zawodach Pucharu Świata – w sezonie 1993/1994 zajął 34. lokatę w klasyfikacji generalnej tego cyklu z dorobkiem 111 punktów. Startował również w Pucharze Świata B – w sezonie 1994/1995 był w tym cyklu 51., zdobywając 18 punktów.
Sporadycznie startował w zawodach międzynarodowych w skokach narciarskich. W lutym 1993 w Falun wziął udział w mistrzostwach świata seniorów – w konkursie indywidualnym na skoczni normalnej był 60, a w rywalizacji drużynowej z ukraińską reprezentacją został sklasyfikowany na 14. miejscu. Ponadto kilkukrotnie brał udział w konkursach Pucharu Kontynentalnego i Pucharu Europy (w tym drugim jeszcze jako reprezentant Związku Radzieckiego), jednak w obu tych cyklach ani razu nie zdobył punktów do klasyfikacji generalnej.
Jego brat, Ołeksandr Proswirnin, również uprawiał kombinację norweską.